# Ганза
Га́нза (нем. Hanse, Hansa, лат. Hansa), также Ганзейский союз, Ганзея — крупный политический и экономический союз торговых свободных городов Северной и Западной Европы, возникший в середине XIII века.
В 1241 году образован Союз германских городов Любека и Гамбурга, который путём удачных войн на Балтийском морском театре с датскими и шведскими королями к 1367 году развился в обширный Ганзейский союз в составе 57 городов. Позже в регистр Ганзы были включены 130 городов, из них — около 100 портовых, а под её влиянием находилось до трёх тысяч населённых пунктов. К началу XV века Ганза объединяла около 160 городов. Цель объединения — обеспечение участникам союза привилегий в районе ганзейской торговли. Опорой ганзейских купцов служили рыцарские ордены. Ганза вела самостоятельную внешнюю политику, приобретала крепости, поддерживала олигархию. Участники объединения следовали Большому Ганзейскому статуту, изданному для всего союза. Союз просуществовал до середины XVII века.
Система торговых отношений опиралась на конторы. Иностранные конторы Ганзы находились в Бергене, Лондоне, Брюгге, Новгороде, Венеции и других городах. Центром торговли с внутренними районами Европы и основным перевалочным пунктом между Балтийским и Северным морями стал Любек — фактический руководитель союза: здесь проводились общие съезды ганзейских городов (ганзетаг). Решения ганзетагов, как высшего органа власти союза, обычно начинались со слов: «Ганза и Любек постановляют…». В перерывах между ганзейскими съездами высшей инстанцией был Рат Любека. Встречи проводились и в других городах, например, в феврале 1402 года в Дерпте состоялся съезд ливонских городов, на котором присутствовали послы Пскова и Новгорода.

## История
История торговых союзов уходит в далёкое прошлое. Во времена Древнего мира, например, известна Афинская симмахия, затем — архэ, Итало-римская конфедерация и др. К концу XII — первой половине XIII веков отдельные города и отдельные купеческие объединения были уже не в силах обеспечить безопасность торговых поездок самостоятельно и гарантировать сохранение своих привилегий в других землях. Создание межгородских союзов оказалось одним из решений для укрепления свободной торговли. В 1246 году вестфальские города Мюнстер, Оснабрюк, Минден, Зёст, Херфорд, Косфельд, Липпштадт во главе с Дортмундом образовали союз регионального уровня, как и нижнесаксонские города Ганновер, Гельмштадт, Кведлинбург, Гельберштадт, Гильдесхейм, Гослар, Вернигероде, Магдебург во главе с Брауншвейгом (к ним также присоединялись в разное время Люнебург, Гамбург, Штаде, Бремен). В 1254 году возникло крупное объединение рейнских городов. Процесс сближения морских городов юго-западного побережья Балтийского и Северного морей продолжался весь XIII век. Для борьбы с пиратами и для взаимопомощи между Любеком и Висмаром были заключены ряд договоров в 1259 году и в 1264—1265 годах.
Крупнейшим из городских союзов Средневековой Европы стал ганзейский: уже в XII веке в Северном и Балтийском морях появился союз купцов Гамбурга и Любека, которые соревновались c Кёльном, Мюнстером и др. Союз немецких и ливонских городов в Средние века являлся крупнейшим торговым партнёром Руси. Объединение сил было жизненной необходимостью: торговля в северных морях имела гораздо меньшую доходность, чем на Средиземном море (до 10 % против 10-40 %).
Н. Г. Подаляк выделяет четыре периода существования Ганзы: купеческий или общества купцов («Готландское товарищество» и другие) (XII — конец XIII вв.), «Ганза городов» (конец XIII — конец XIV вв.), пора наивысшей активности Ганзы (конец XIV — конец XV вв.) и кризис (конец XV — середина XVII вв.).
Основными инструментами влияния союза на участников торговли и поиска компромиссов, согласно исследованию Ганса Зауэра, служили (к концу XV века): переговоры; денежные платежи; меры хозяйственного принуждения; вступление в другие союзы; вооружённая борьба (как исключительная мера). Другие исследователи упоминают также территориальную политику городов. В качестве примера разрешения споров можно привести «монетное соглашение» между вендской группировкой ганзейских городов (вендские города) и герцогами Мекленбурга.
Основные цвета Ганзы — красный и белый, на что указывают цвета флагов ганзейских городов.

### Основание
В 1226 году сенат Любека выкупил у императора Священной Римской империи статус вольного имперского города, а в 1241 году — соединился с Гамбургом на основе договора. Представительства этих городов тоже объединили — в центре фламандской торговли Брюгге. Затем к этому союзу присоединился Кёльн. В 1299 году по инициативе Любека присоединились крупные торговые центры Росток, Висмар, Люнебург и Штральзунд. В 1367 году союз включал уже около семидесяти городов, а к середине XIV века Ганза охватила все северонемецкие города на побережье и на реках, текущих в Северное и Балтийское моря. Ядро Ганзы составляли Гамбург, Любек, Бремен, затем города по Рейну (Кёльн), Везеру, Одеру и ряд захваченных тевтонцами городов в Пруссии: Гданьск, Торн, Кёнигсберг. На восточных берегах Балтийского моря — Рига (с 1282 года) и Ревель. Особую роль играл город Висбю на острове Готланд как центр торговли с южной Скандинавией и Русью, а также ряд нидерландских городов. Как установлено прибалтийскими историками, например, И. Бергхольцем, Ганзейский союз окончательно оформился в 1367—1370 годах.
В 1388 году Англия и Тевтонский орден заключили договор, который подтвердил привилегии Ганзы. При этом английские купцы (нем. liggende, факторы или «королевские купцы, в восточных землях за морями») отстояли существование английской торговой фактории в Гданьске, которая удерживалась до 1470-х годов.

### Расцвет
Расцвет Ганзы пришёлся на вторую половину XIV — начало XV вв. В регистр Ганзы были включены 130 городов, из них — около 100 портовых, а под её влиянием находилось до трёх тысяч населённых пунктов. Фактическим руководителем союза был город Любек.
Главной целью Ганзы становится обеспечение и расширение торговых привилегий ганзейского купечества за границей. Штральзундский мир закрепил господствующие позиции Ганзы. По его условиям купечество получило подтверждение всех прежних, а также ряд новых привилегий не отдельным городам, а союзу в целом. Например, снижалась уплата въездных и выездных пошлин, отменялось береговое право по всему датскому побережью: обеспечивалось спасение, сохранение и беспрепятственное возвращение грузов их истинным владельцам. На 15 лет Ганзе передавались сконские города-крепости Сканёр, Фальстербю, Мальмё и Хельсингборг с правом получать 2/3 их доходов (с сельдяными ловлями и торжищами в Сконе).

### Кризис
К середине XV века начинается ослабление Ганзейского союза. Это было обусловлено внутренними и внешними факторами. Внутри городов обострилась борьба между плебсом и мастерами, конкуренция между цехами, бюргерством и патрициатом. Внешними факторами служили конкуренция в области торговли других, политически консолидированных стран, эпидемии, войны и другое При этом сохранялось значение ганзейского экономического потенциала.
В 1398 году ганзейцы были лишены своих привилегий в Англии. Контора из Брюгге в 1398 году была перенесена в Антверпен. Иван III закрыл в 1494 году Немецкий двор в Новгороде. Окончательная утрата влияния произошла в связи с открытием новых морских путей в колониальные страны. В 1598 году английская королева Елизавета I закрыла Стилъярд (англ. Steelyard, нем. der Stahlhof) — укреплённый ганзейский двор в Лондоне.
В 1579 году создана Восточно-Балтийская компания (англ. Estland Company) для развития и защиты торговли английских купцов на Балтике с правом издания статутов и ордонансов. Компания имела склады в ганзейском порту Эльбинга вплоть до 1620-х годов.
В 1669 году Северная Ганза провела очередной съезд, ставший последним.

## Ганза и Русь
Русско-ганзейская торговля имеет давние корни. Например, ещё в 1163 году она закрепляется в привилегиях (в первую очередь это освобождение от пошлин) Генриха Льва, данных городу Любеку. Среди упоминаний встречается, например, фраза:
Новгородцам в становищи на Готском береге бес пакости в старый мир.
В начале XII века готландские купцы основали в Новгороде иноземную факторию — Готский двор с церковью св. Олафа, затем (предположительно, при содействии немецкой общины Готланда) в 1192 году в городе открылся Немецкий двор с церковью св. Петра согласно договору, вероятно, подписанному в 1191—1192 годах. Следующий торговый договор Новгорода с Любеком и Готским берегом был составлен от имени князя Александра Невского, его сына Дмитрия, посадника Михаила, тысяцкого Жирослава и всех новгородцев с немецким послом Шифордом, любекским послом Тидриком и готландским послом Ольстеном в рамках 1259—1260 гг. Историками установлено, что затем этот документ был ратифицирован новым князем Ярославом Ярославичем не ранее 1265 года.
Юридическим документом, который одним из первых урегулировал новгородско-ганзейские торговые связи, историки считают изборский договор «Нибуров мир» (1391/1392 гг.) с ганзейскими городами, который, после торговой войны (1385—1391 гг.), готовился в 1391 году в Изборске, а утверждён в Новгороде сроком на 12 лет. То есть, в 1392 году делегации вендских городов под руководством любекского ратмана Иоганна Нибура удалось в Новгороде закрепить этот договор компромиссного характера печатями и уравнять в правах русское и ганзейское купечество. Документ фактически сохранил силу до 1494 года (с 1405 года систематически продлевался на 12 лет). Таким образом, изборский договор гарантировал дальнейшее развитие равноправного торгового партнёрства между Русью и Ганзой.
В 1391 году, между ганзейскими купцами, Ригой, Дерптом и Ревелем с одной стороны, и, Новогородом и Псковом с другой, был подписан «вечный мир». Самостоятельная псковско-ганзейская торговля, преимущественно через Дерпт, была подтверждена особым договором в 1411 году о безопасной торговле.
Наиболее оживлёнными ганзейско-русские отношения (например, торговля Пскова с городами Дерпт, Рига, Ревель и Нарва) стали к середине XVI века. Нарва и Дерпт получили привилегии Ивана IV на право беспошлинной торговли с Псковом, а торговцы из Любека — жалованную грамоту. Ганзейская контора закрылась в Новгороде в 1494 году (там же располагалась с 1404 года ганзейская фактория и стапель). Причиной, повлекшей закрытие Немецкого двора в Новгороде в 1494 году исследователи называют нарушение городскими властями Ревеля условий договора 1493 года между Новгородом и Ливонской конфедерацией и нарастающей конкурентной борьбой. После заключения русско-ганзейского договора 1514 года, Немецкий двор в Новгороде был вновь открыт.
Масштабы взаимной торговли подтверждают договор Московского государства с Ганзой 1487 года с упоминанием 73 городов — членов Ганзейского союза и договор о мире и торговле 1514 года с 70 ганзейскими городами.
По сообщению дерптского купца Франца Ниенштедта (нем. Franz Nyenstädt) Ганзейский двор в Пскове существовал с 30-х годов XVI столетия в Запсковье (напротив кремля), а затем, после пожара в 1560 году, торговля переместилась в «Немецкий двор» в Завеличье, неподалёку от реки Великая (был сооружён до 1574 года) и позже, рядом с ним, в «Любекский двор». Многие купцы, путешествовавшие из Пскова в Ригу предпочитали Дерпту более короткий путь, как правило, через крепость Нейхаузен, недалеко от современного посёлка Вастселийна в Эстонии (нем. Neuhausen, Vastseliina).
Как отмечал датский исследователь А. Аттман (англ. A. Attman), вплоть до конца XIV века иностранные купцы, приезжавшие в Новгород, давали частные заказы на перечеканку своих талеров и реалов в Псковском денежном дворе.

### Экономическая политика Ганзы
Эмбарго против Новгорода служило инструментом для Ганзейского союза: так, уже с 1269 года новгородцы могли торговать только с Готландом, да и то при условии поездок туда на немецких судах, а в 1299 году Ганза постановила, что Росток, Гамбург, Висмар, Люнебург, Штральзунд «впредь не будут обслуживать парусник того купца, который не входит в Ганзу».
В XV веке новгородцы оказались в полной торговой зависимости от Ганзы и не в состоянии самостоятельно торговать с Англией и Голландией. Ослабление Новгорода привело к утрате им независимости. По словам В. В. Мавродина, «понадобились десятки и даже сотни лет активной враждебной деятельности немецкой Ганзы, датчан и шведов, а также ливонских рыцарей для того, чтобы вынудить новгородцев прекратить плавания за море и ожидать заморских гостей, сидя по своим торговым дворам на берегах Волхова».

### Закрытие новгородских контор
С угасанием Новгорода в XV веке угасала и ганзейская торговля. Завершающий удар был нанесён после подчинения в 1478 году Новгорода Москве: в 1494 году в связи с убийствами русских купцов в Ливонии Иван III закрыл Немецкий двор. Открыть контору снова разрешили в 1514 году, но рынок уже был утрачен, к середине XVI века здания разрушились, а в XVII веке более не упоминались путешественниками.

## Структура товарооборота
Главными товарами ганзейской торговли были продукты прибалтийских стран, Руси, Скандинавии и Запада. Ганза стимулировала развитие текстильной, горнодобывающей промышленности в Центре Европы, а на востоке Европы покупала сырьевые ресурсы (например, польское зерно) и развивала металлообрабатывающее и ювелирное производства.
| Наименование            | Происхождение, примечания |
| ----------------------- | --- |
| Серебро                 | Поставки с конца X века, в основном, из Германии и Англии (из-за кризиса восточного серебра). После прекращения импорта западноевропейского динария, серебро из Европы продолжало поступать в виде слитков, которые переливались, в основном, новгородцами, в стандартные платёжные «гривны серебра».                                                                          |
| Др. цветные металлы     | Для развития новгородского кузнечного и ювелирного ремесла. Временно не разрешали продавать медь, свинец (нем. blii), проволоку (нем. drat). Также разрешали олово и оловянные кувшины, латунный лом (нем. geslagen missinck) и котлы, противни и малую латунную проволоку(нем. cleiin missinges drath).                                                                       |
| Металлические изделия   | Периодически попадало под запрет. Например, в 1497 году запретили продавать русским медь, старую и новую, металлическую посуду (нем. grapengudt), клавант (нем. clavant) или железную проволоку. |
| Оружие                  | Периодически попадало под запрет. Например, в 1497 году запретили продавать пушки, вооружение (нем. harnisch), доспехи (нем. pantczer), коней и всякого рода оружие и конскую сбрую (нем. resscopp), а из Ливонии — боевых лошадей. Из Данцига разрешалось к поставкам через ливонские города в Новгород — ручное огнестрельное оружие, например, мушкеты (нем. Muszquiteren). |
| Сукно («красный товар») | В кипах без измерения и взвешивания, лакенами (нем. laken) установленной длины 44 локтя. Из Фландрии, английское. Ткани из Брюгге, фламандский текстиль |
| Шерсть                  | Англия |
| Вино                    | В бочках без измерения и взвешивания в 20 ливонских фунтов. Рейнское (из Рейнской области). |
| Украшения               | |
| Предметы роскоши        | С юга через Фландрию |
| Пряности                | С юга через Фландрию |
| Красители               | |
| Соль                    | В мешках без измерения и взвешивания в 20 ливонских фунтов. С 1490-х годах распоряжениями великокняжеских наместников в Новгороде введено обязательное взвешивание. Поставлялась для Пскова, Новгород закупал соль только высшего качества. |
| Мёд                     | В бочках без измерения и взвешивания в 20 ливонских фунтов. С 1490-х годах распоряжениями великокняжеских наместников в Новгороде введено обязательное взвешивание. |
| Сельдь                  | C датского Сконе. В бочках без измерения и взвешивания. |
| Сера (нем. swevels)     | Через Новгород в Московское государство, попадала под ограничения как компонент пороха. |

| Наименование                               | Происхождение, примечания |
| ------------------------------------------ | --- |
| Хлеб                                       | |
| Мех                                        | Поставлялся из Новгорода. К мехам ганзейцы обладали правом до 1490-х годов требовать «наддач» (нем. Upgift) — надбавок, рассматривавшихся как компенсация за возможную недоброкачественность купленного товара             |
| Кожа                                       | |
| Лён («восточноевропейское полотно»)        | [ С. 51 ] |
| Рыба                                       | |
| Сало                                       | |
| Мёд                                        | |
| Воск                                       | Поставлялся из Пскова и Новгорода, при этом ганзейцы имели право до 1490-х годов воск «колупать» (нем. bekloppen, откалывать для проверки его качества куски, которые затем в счёт веса купленного воска не засчитывались) |
| Медная руда                                | |
| Железная руда                              | |
| Дверные трубчатые замки                    | Одно из сложных искусных русских слесарных изделий, известных в Венгрии, Германии, Чехии, Англии. |
| Древесина                                  | |
| Продукты лесного хозяйства (смола, дёготь) | Поставлялись из Новгорода. |
| Экзотические товары                        | Китай и др. |

| Наименование | Происхождение, примечания |
| ------------ | ------------------------- |
| Сукно        | Английское                |

| Наименование                                               | Происхождение, примечания                                                                            |
| ---------------------------------------------------------- | --- |
| Сталь                                                      | |
| Медь                                                       | |
| Железо                                                     | |
| Смола                                                      | Из Пруссии, Польши, Ливонии и Норвегии. Цена за ласт: 9 прусских гривен в Гданьске и 20 в Англии     |
| Пепел                                                      | Из Пруссии, Польши, Ливонии и Норвегии. Цена за ласт: 19-17 прусских гривен в Гданьске и 24 в Англии |
| Канифоль                                                   | Из Пруссии, Польши, Ливонии и Норвегии.                                                              |
| Дёготь                                                     | Цена за ласт: 5-5,5 прусских гривен в Гданьске и 32 в Англии                                         |
| Лён, льняные волокна                                       | [ Прим. 21 ]                                                                                         |
| Конопляные волокна                                         | |
| Мех                                                        | |
| Кожа                                                       | |
| Пиво                                                       | |
| Полотно                                                    | |
| Мясо                                                       | |
| Древесина (лес)                                            | Из Пруссии, Польши, Ливонии и Норвегии.                                                              |
| Ванчес (деревянные брусья)                                 | Цена за большую сотню: 4-4 прусских гривен в Гданьске и 24 в Англии                                  |
| Воск                                                       | |
| Корабельные товары (мачты, канатная пряжа и тому подобное) | |
| Рожь                                                       | Цена за ласт: 13-15 прусских гривен в Гданьске и 42 в Англии                                         |
| Пшеница                                                    | Хлеб из Пруссии. Цена за ласт: 36 прусских гривен в Гданьске и 76 в Англии                           |
| Клёпка                                                     | Цена за большую сотню: 7-9 прусских гривен в Гданьске и 32-34 в Англии                               |

Другие товары Ганзы: тресковый жир с Лофотенских островов в Норвегии. Хлеб из Северной Германии, Пруссии и Польши. Вяленая треска и солёная сельдь из Норвегии и Дании. Меха и воск из русских земель, Ливонии, Польши и Швеции. Медь и железо из Швеции и Словакии. С последней третьи XIV века поставляли соль из французского Байё (до этого главным образом поставки обеспечивали из люнебургских солеварен в северной Германии). Товары скандинавского происхождения: масло, свинина-шпиг, пиво, мука, солод, ячмень, грубые деревенские сукна, лён, металлическая посуда, шкуры и кожа, деревянная тара, канаты и другое.

## Города Ганзы
Различные источники приводят количество ганзейских городов в диапазоне от 90 до 200. Последняя цифра может означать, что город, хотя и не входил в Союз, но пользовался привилегиями Хелмского права (присвоено Тевтонским орденом более чем 255 европейским городам). Учитывая города, предоставившие привилегии в торговле Ганзе, сфера влияния Союза достигла на западе до пролива Ла-Манш (Онфлёр, Дьеп) и Лондона, на севере до Бергена, на юге — до Венеции. Список:

## Хронология
- 1231—1232 — Генрих VII в «Установлении на пользу князьям» законодательно закрепил права верховной юрисдикции светских и духовных князей, а также предоставил им монетную, таможенную, конвойную, рыночную и замковую регалии. В немецкой историографии они рассматриваются как особый тип — «немецкое территориальное государство», сложившееся, скорее всего, уже к середине XIII века в виде фогтств, амтов (административно хозяйственных единиц княжеского землевладения) и городских советов (ратов)/ К XIV веку раты преобразовались в органы олигархического управления патрициата (но не все патриции были облечены властью)[С. 59].
- В 1356 году в Любеке состоялся общий съезд (нем. Hansetag), на котором были приняты учредительные документы и образована структура управления Ганзой[С. 60].
- 19 ноября 1367 года в Кёльне открылся ганзейский съезд (ганзетаг), на котором была создана Кёльнская конфедерация — военный союз, объединивший 57 городов (не только ганзейских), расположенных между Дерптом и Утрехтом. Была введена «фунтовая пошлина». Конфедерация просуществовала формально до 1385 года[С. 61].
- 24 мая 1370 года между Данией и 23 ганзейскими городами был подписан Штральзундский мир[С. 62].
- 1516—1518 года эпохи Реформации, затем основные события в 1528—1530 годах в Любеке и Северной Германии, которые способствовали упадку Ганзы[С. 63].

## Торговые пути
Ганзейские купцы плавали не только вдоль берегов Северного и Балтийского моря, но и Западной Европы до Гибралтарского пролива, а на севере — вдоль норвежских городов. Прокладывались и осваивались новые купеческие маршруты к берегам Западной Франции, в Португалию, Венецию и Исландию.
Лужский торговый путь (водный путь по рекам Нарва, Россонь, Мшага, Шелонь, Луге через Ямгород) купцы Ганзы использовали в случае, если традиционный путь Волхов—Ладога—Нева—Финский залив был по каким-то причинам, например, военным, блокирован.

## Флот
К XIV веку у Ганзы появился общий флот и состоял почти из тысячи судов в семи ганзейских городах: Любек, Гамбург, Данциг, Бремен, Штральзунд, Росток и Висмар. Объединённый флот имел грузоподъёмность 30—40 тыс. ластов, то есть примерно 80 000 тонн.
На ганзейских печатях присутствует вместительное и устойчивое морское судно — когг, на борту которого в середине XIV в. могли находиться, кроме экипажа, 100 воинов, 20 лошадей и одно стенобитное орудие. Ганзейцы с конца XIV в. стали использовать для перевозки товара новый тип морского корабля — хольк, обладавший повышенной устойчивостью и грузоподъемностью в 200—300 тонн.
- Изображения ганзейского флота на печатях
- Печать города Любека. 1280 год. Историкам известна другая, более ранняя печать — 1226 года[С. 65]
- Ганзейская печать Штральзунда. 1329 год. Изображён когг
- Печать города Эльбинг. 1350 год. Надпись: Sigillum civitatis Elbingensis. Изображён гонфанон на грот-мачте ганзейского когга

Штральзундский торговый флот насчитывал к началу XIV века почти 100 единиц; любекский в 1595 году — 253 судна (из них около 50 имели грузоподъёмность свыше 120 ластов). С XV века в экипажи кораблей входили военные отряды из моряков, призванных бюргеров и наёмников. Командующими, как правило, становились члены советов, которые назначались городами. Во всех морских городах возникли кораблестроительные площадки — лаштадии, на которых во всё возрастающем количестве ремонтировались и строились когги.
В ганзейские порты также заходили корабли купцов, не входящих в союз: согласно найденным записям из гданьской книги пошлин в 1460 году из Англии в Гданьск прибыли 4 судна, в 1468 г. — 6 судов, в 1474 г. — 2, в 1475 г. — 7, в 1476 г. — 12 (всего задокументирован только 31 корабль). Зафиксировано, что в эти же годы с побережья Мекленбурга, Поморья, Пруссии и Любека прибыло 912 кораблей, а из Скандинавского полуострова, Борнхолма, Эстляндии и Готланда — 320 судов, из Голландии — 155 судов и др.

## Новая Ганза
Ганзейский союз Нового времени (или «Новая Ганза») — международная неправительственная организация («культурное содружество городов»). Союз был основан в 1980 году в голландском городе Зволле с целью поддержки торговли и туризма.
В настоящее время «Ганзейский союз Нового времени» объединяет 176 экономически и политически активных городов из 15 европейских государств. Штаб-квартира Новой Ганзы расположена в германском городе Любеке. Первым со стороны Российской Федерации в союз городов в 1993 году вступил Великий Новгород. Всего в «Новую Ганзу» были приняты 13 российских городов: Белозерск, Великий Новгород, Великий Устюг, Ивангород, Калининград, Кингисепп, Псков, Смоленск, Тверь, Тихвин, Торжок, Тотьма, Вологда.
Ежегодно в одном из городов Новой Ганзы проходит международный фестиваль «Ганзейские дни Нового времени».
В настоящее время германские города Бремен, Гамбург, Любек, Грайфсвальд, Росток, Штральзунд, Висмар, Анклам, Деммин, Зальцведель в своих официальных наименованиях сохраняют титул «ганзейский …» (например, Гамбург полностью называется: «Вольный и ганзейский город Гамбург» — нем. Freie und Hansestadt Hamburg, Бремен — «ганзейский город Бремен — нем. Hansestadt Bremen» и т. д.). Соответственно и государственные автомобильные номерные знаки в этих городах начинаются с «дополнительной» латинской буквы H… — HB (то есть «Hansestadt Bremen»), HH («Hansestadt Hamburg»), HL (Любек), HGW (Грайфсвальд), HRO (Росток), HST (Штральзунд), HWI (Висмар).

## Исследования
14—15 сентября 1988 года в Ростоке состоялась XXXIII сессия Объединения исследователей ганзейской истории (нем. Hansische Arbeitsgemeinschaft) Общества историков ГДР, обсуждавшие взаимоотношения между ганзейскими городами в средние века и новое время.
Астероид (480) Ганза, открытый в 1901 году, назван в честь Ганзы.